# 深部流体
深部流体（しんぶりゅうたい）とは、地下300m以深に存在する非天水起源の地下水を指す名称。反応性に富むとされており、深部地下水環境に大きな影響を与える他温泉として用いられている事も多い。

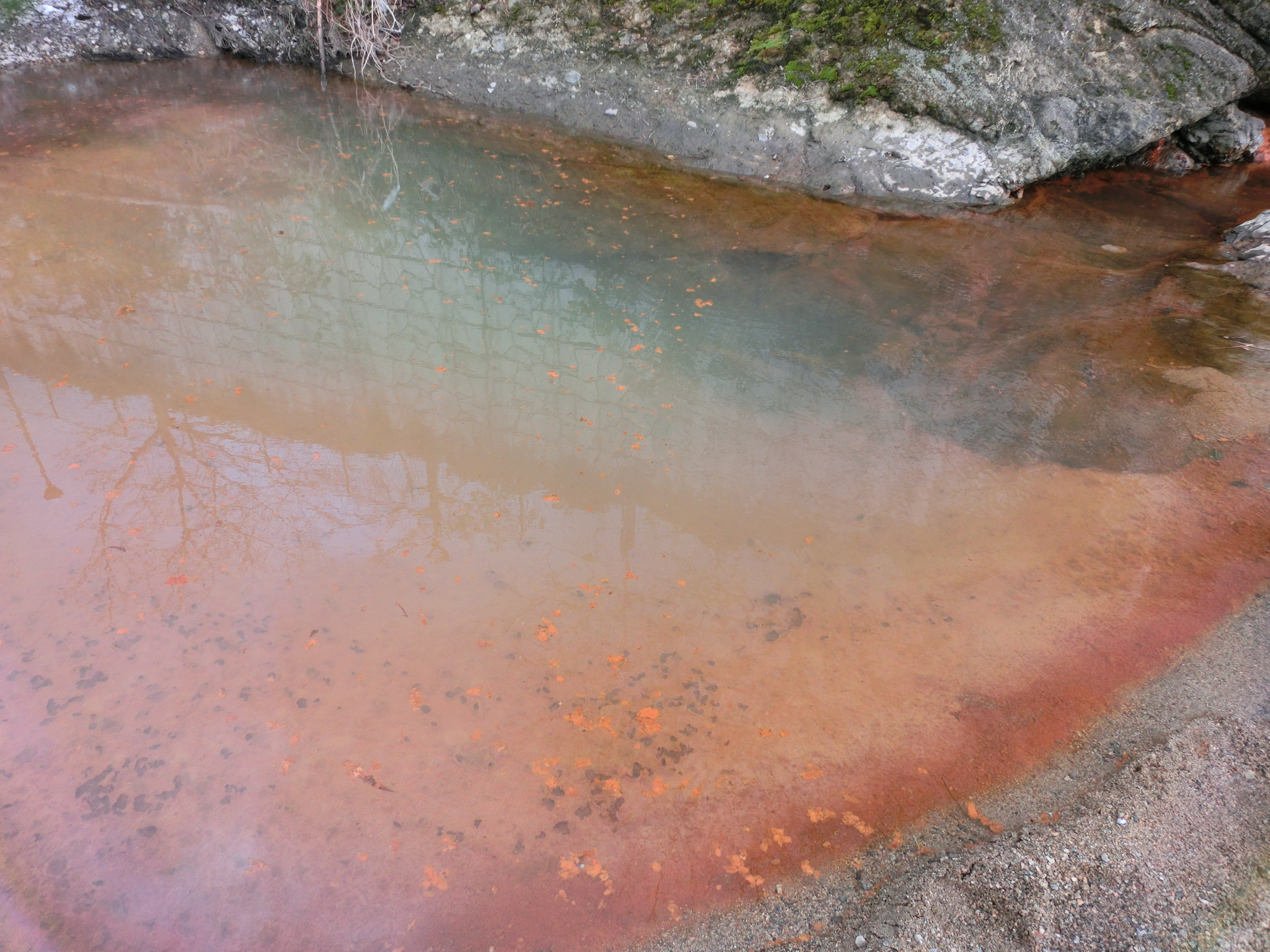
有馬型深部流体(画像は汐ノ宮火山岩の物)

## 発生要因
地下水の起源としては雨水が由来の物(天水)と、そうでない物があるが、この内雨水が由来ではないものを深部流体と呼称する。
深部流体の成因としては大きく二つに分かれるとされている。

### 有馬型深部流体

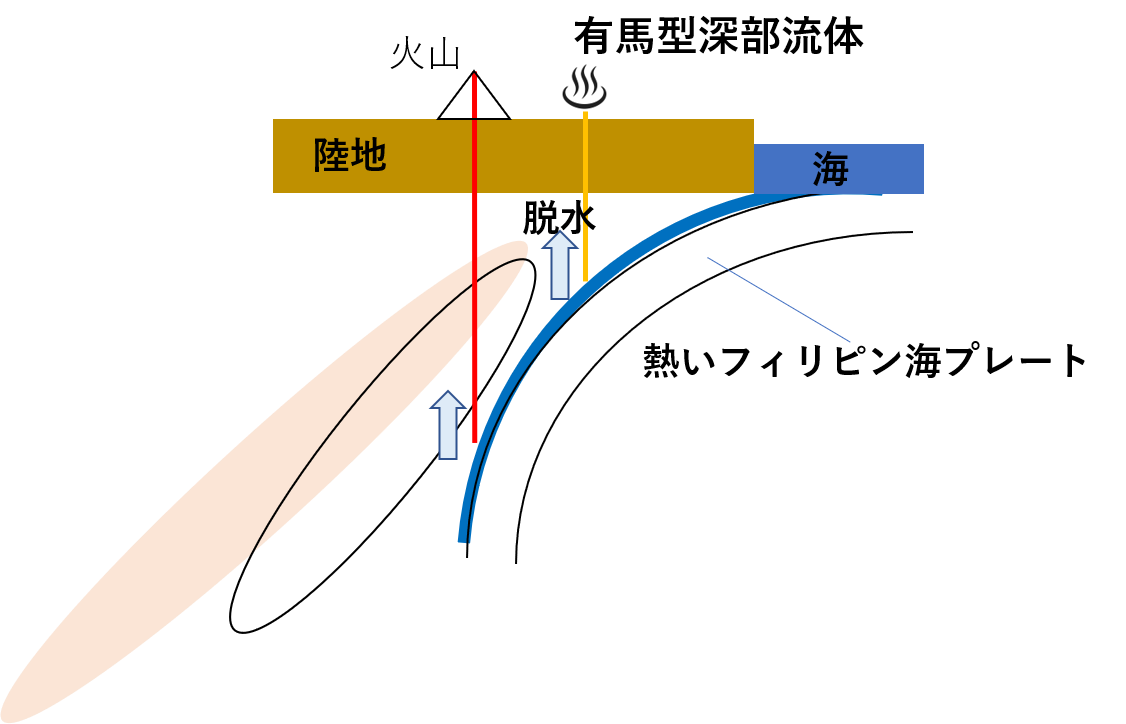
有馬型深部流体湧出メカニズム

フィリピン海プレート等の海洋プレートは海水を巻き込みながら沈み込んでいくが、この際に高温高圧下の環境になる事で地下50 km以深では一部の水が脱水分解反応により、プレートから脱水する。脱水した水はマントルを蛇紋岩化しながら地表近くまで上昇していき断層沿いに湧出する。このような成因の地下水の事を有馬型深部流体と呼ぶ。
名称の由来は有馬型深部流体の中でも代表的な例である兵庫県有馬町の有馬温泉であることから来ている。そのため有馬型温泉・有馬型熱水等とも呼ばれる事がある。湧出地点としては中央構造線沿いに見られることが多い。

### 長期停滞水
盆地のような場所において水が浸透しにくい泥層などが厚く堆積した場合に、海水が閉じ込められ不透水層が作られる事がある。この不透水層により孤立した地下水を長期停滞水と呼ぶ。また、化石海水に含める場合もある。
このような停帯水は基本的に地表に湧出する事は少ないが、褶曲のような強い力がかかり不透水層に亀裂が入った際には断層を通り地表や浅層にまで上昇する。

## 成分
深部流体はその成因から、通常の地下水とは異なる水質である事が多い。
有馬型深部流体はCO2を多く含むためpHは中性～酸性であり、塩分濃度やCl濃度・ホウ素濃度が非常に高く、高温熱水に見られる高Li濃度が見られる。また、地下深部が起源であることからHe同位体比がマントルと同じである。深部流体の直接的な成分ではないが、湧出時に岩石からの成分を取り込むため、Fe等の金属イオンを多く含む事が多い。有馬温泉等のいわゆる金泉と呼ばれる含鉄泉の起源はここからだとされている。
長期停滞水は古海水である事が多いことから、pHは概ね中性であり海水由来のNa濃度・Cl濃度を多く持つ。また、有機物起源の炭化水素ガスが普遍的に見られるため炭素同位体組成や炭化水素組成による起源や成因の推定が可能である。

## 生活との影響
深部流体は断層に入り込む事で地震を引き起こす原因になる可能性が提起されている。深部流体はその成因から成分や成分の同位体比に違いがあり、地点ごとにスポットしていく事で地下深部における流体の動きを特定する事が可能である。またその成分と、非火山性地帯に見られる温泉という特殊な要因から温泉として利用されている物も多い。

## 深部流体に該当するとされている温泉

### 有馬型深部流体
- 有馬温泉(兵庫県有馬町)
- 宝塚温泉(兵庫県宝塚市)
- 長野温泉（大阪府富田林市～河内長野市）
- 松原天然温泉 YOU・ゆ～(大阪府松原市)
- 源気温泉万博おゆば(大阪府吹田市万博記念公園)
- 十津川温泉(奈良県吉野郡十津川村平谷)
- 花山温泉(和歌山県和歌山市)
- 白浜温泉(和歌山県白浜町)
- 鹿塩温泉(長野県大鹿村)[6][7]